# ورزشگاه المپیک شن یانگ
استادیوم مرکز ورزشی المپیک شن یانگ (چینی ساده: 沈阳奥林匹克体育中心; چینی سنتی: 瀋陽奧林匹克體育中心; پین‌یین: Shěnyáng Àolínpǐkè Tǐyù Zhōngxīn) یک ورزشگاه چند منظوره با ۶۰۰۰۰ نفر گنجایش است که در شهر شن یانگ استان لیائونینگ، در چین ساخته شده است.. ورزشگاه فوتبال این مجموعه، بخشی از مرکز ورزشی المپیک شنیانگ است.
این ورزشگاه با نام مستعار " کریستال کرون " 水晶皇冠، توسط AXS Satow به عنوان ورزشگاهی جایگزین برای ورزشگاه Wulihe بنا نهاده شد. این ورزشگاه، میزبان مسابقات فوتبال در بازی‌های المپیک تابستانی ۲۰۰۸ بود. این زمین خانگی تیم شنیانگ دونجین بود. این باشگاه در نهایت در سال ۲۰۱۸ منحل شد. در سال ۲۰۱۳ از این استادیوم به عنوان محل اصلی بازی‌های ملی چین در سال ۲۰۱۳ استفاده شد. در آن زمان، مراسم افتتاحیه و اختتامیه و همچنین رویدادهای اصلی ورزشی در این ورزشگاه برگزار شد.
همچنین در این مجموعه یک سالن بدنسازی با ظرفیت ۱۰۰۰۰ نفر، یک سالن ۴۰۰۰ نفری و یک زمین تنیس با ظرفیت ۴۰۰۰ نفر تعبیه شده است.